# Lomtjärnen (Svegs socken, Härjedalen)
Lomtjärnen är en sjö i Härjedalens kommun i Härjedalen och ingår i Ljusnans huvudavrinningsområde.